# Guillac (Morbihan)
Guillac is een gemeente in het Franse departement Morbihan (regio Bretagne). De plaats maakt deel uit van het arrondissement Pontivy. Guillac telde op 1 januari 2022 1.402 inwoners.

## Geografie
De oppervlakte van Guillac bedroeg op 1 januari 2022 21,83 vierkante kilometer; de bevolkingsdichtheid was toen 64,2 inwoners per km².

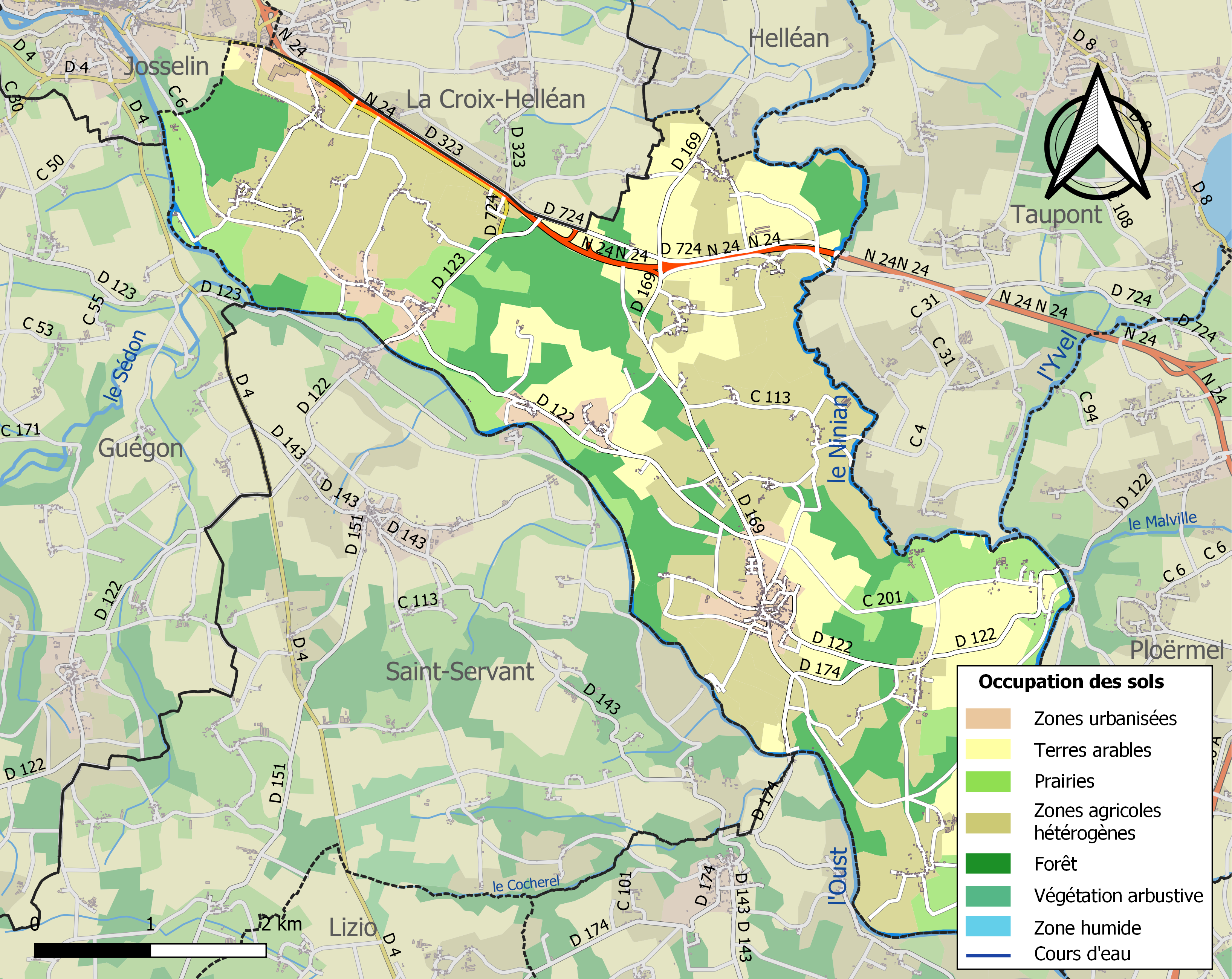
Kaart van de gemeente met de belangrijkste infrastructuur, bodemgebruik en omliggende gemeenten

## Demografie
Onderstaande figuur toont het verloop van het inwonertal (bron: INSEE-tellingen).